# Бужору (Келмецую, Телеорман)
Бужору (рум. Bujoru) — село у повіті Телеорман в Румунії. Входить до складу комуни Келмецую.
Село розташоване на відстані 112 км на південний захід від Бухареста, 38 км на захід від Александрії, 92 км на південний схід від Крайови.

## Населення
За даними перепису населення 2002 року у селі проживали 488 осіб, з них 486 осіб (99,6%) румунів. Усі жителі села рідною мовою назвали румунську.